# Ander Vilariño
Ander Vilariño Facal (Fuenterrabía, Guipúzcoa, 6 de noviembre de 1979) es un piloto de automovilismo con 7 títulos europeos (3 de NASCAR, 2 de Resistencia Prototipos, 2 de Montaña) y 2 títulos nacionales (Fórmula 3 y Fórmula Supertoyota). Es hijo del reconocido 4 veces campeón de Europa y España de Montaña Andrés Vilariño y hermano de la también piloto Ángela Vilariño.

## Trayectoria

### Inicios
Desde su infancia Ander vivió el mundo de la competición viajando por España y Europa acompañando a sus padres en los campeonatos en los que participaba su padre. Con sólo 4 años sus padres le regalaron un kart de 50cc y participó en su primera carrera, fue en Irún, en un circuito urbano y fue el único participante en su categoría. Ander corrió ese mismo año otra carrera en un circuito urbano en San Sebastián.
Desde los 8 hasta los 15 años compitió en karting en distintas pruebas y categorías en País Vasco y Cataluña. Con 15 años fue 7º en el campeonato de España de karting en la categoría Inter A. Su primera experiencia con un coche de competición en un circuito fue en el Circuito de Pau-Arnos en Francia, fue con 14 años y de la mano de Norbert Santos, quién le dejó dar una decena de vueltas en un Sport Prototipo NORMA con motor Alfa de 300 C.V. 
Con 15 años ganó uno de los dos volantes Elf España que le dio acceso a competir en la Fórmula Renault Campus. A los 16 años Ander fue uno de los pilotos más rápidos en la Fórmula Renault Campus, consiguió varias victorias y llegó con opciones de ganar el campeonato a la última carrera. En la primera vuelta de esa última carrera una avería en la caja de cambios le apeó de la misma. Pese a ello consiguió terminar el campeonato entre los primeros lo que le valió su continuidad en el programa “la filiere” con el que la marca de lubricantes Elf formaba talentos en su camino hacia la Fórmula 1.

### Fórmula Renault y rallyes
Ander desembarcaba así en el Campeonato de Francia Fórmula Renault 2.0. Con 17 años y tras un comienzo de temporada muy bueno siendo el mejor debutante en las dos primeras citas de la Fórmula Renault, un grave accidente le apartó de las pistas para toda la temporada. El Fórmula Renault de Ander fue embestido en el circuito de Nogaro por el de otro participante, sufriendo fractura abierta de tibia y peroné con pérdida ósea. Finalizando su recuperación Ander disputó las finales internacionales Renault en Montmeló, última carrera de la temporada y sorprendiendo a propios y extraños logró ser 4º clasificado.
Con 18 años Ander repitió en la Fórmula Renault y pese a no estar recuperado al 100% logró buenos resultados puntuales en determinadas carreras. Al año siguiente Ander comenzó sus estudios universitarios en la Universidad de Deusto en San Sebastián y decidió probar otras especialidades en automovilismo. Durante el invierno corrió en varias carreras del campeonato de Andorra de rallies sobre hielo y enseguida se mostró como uno de los pilotos más rápidos, ganando tres carreras frente a pilotos de rallies. Tras esta toma de contacto, también compitió en varias subidas de montaña con el sport prototipo de su padre.

### Fórmula 3 y World Series by Nissan
En el año 2000, ya con su pierna recuperada, Ander consiguió su primer título nacional enrolado en el equipo EVR Racing en el campeonato de España de Fórmula Supertoyota dominando la temporada. Un año después se convirtió en el primer Campeón de España de Fórmula 3 gracias a una espectacular temporada en el equipo Racing Engineering. La Fórmula 3 Española había sido ese año la categoría sucesora de la Supertoyota.
Tras dudar qué campeonato elegir, Ander disputó las World Series by Nissan en el año 2002 en el equipo francés Epsilon by Graff. En su primera temporada fue elegido como mejor debutante del año tras conseguir dos podiums y una pole position entre otros resultados destacados. En 2003 Ander mezcló grandes actuaciones con otras no tan brillantes en las World Series Nissan. Logró 2 victorias, 5 podiums y 2 pole positions. Pese a ello llegó a final de temporada con opciones de terminar en el podium final de un campeonato que ya se había adjudicado Franck Montagny. 
En 2004 aspiraba a ganar en las World Series Nissan pero la falta de pretemporada por falta de presupuesto en Epsilon Euskadi hizo que el comienzo fuera más duro de lo esperado, hecho agravado con el uso de un chasis fisurado desde la carrera final de la temporada 2003. Pese a conseguir un podium en Magny Cours, el disgusto de Ander con el equipo era manifiesto y decidió dejar el equipo explicando que no estaba de acuerdo con las cosas que estaba haciendo la dirección del mismo. 

### Subidas de Montaña

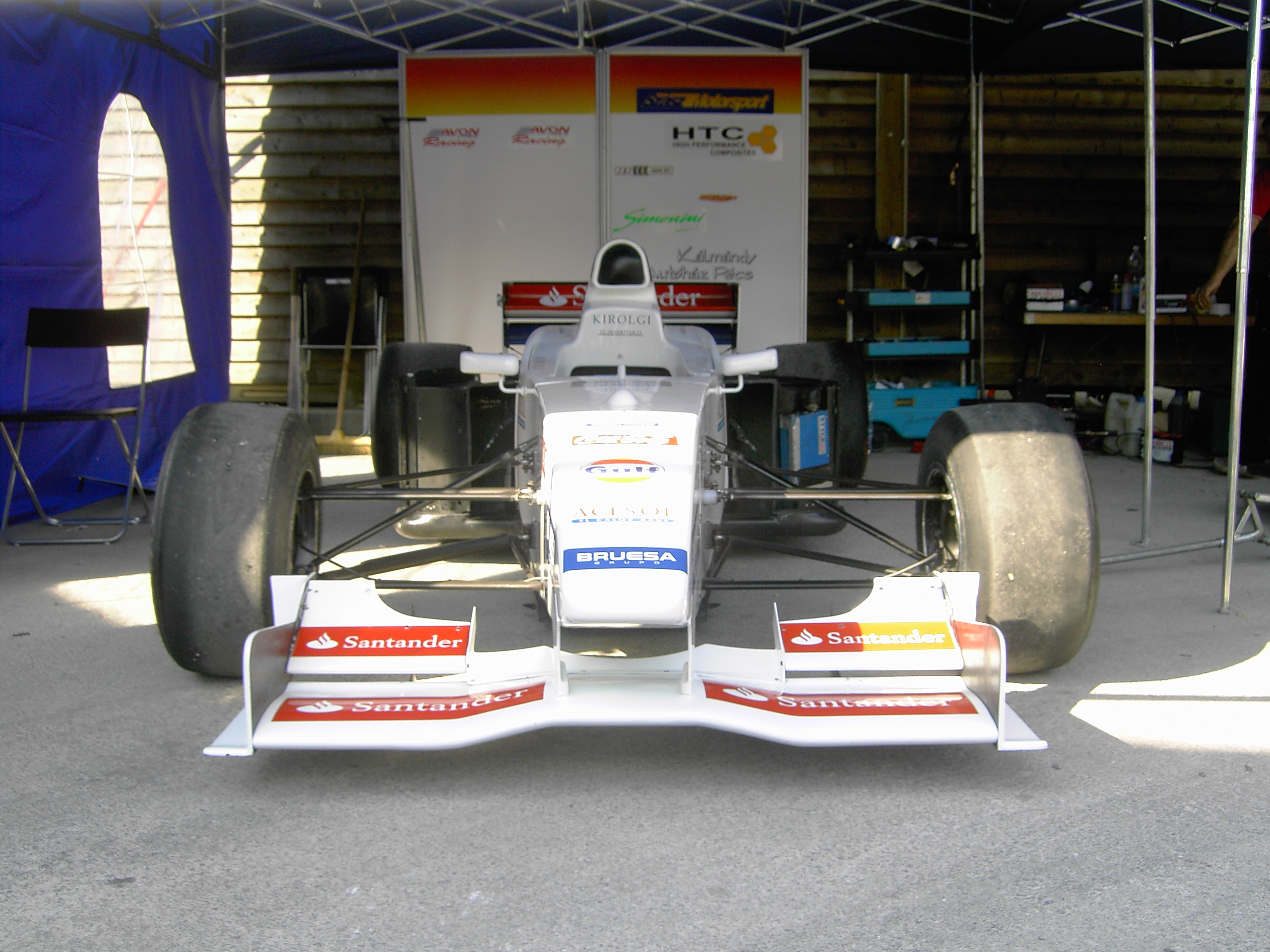
Monoplaza utilizado por Ander para subidas en 2007.

Tras dejar Epsilon Euskadi en 2004, se dedicó varios años a competir en montaña, comenzando con carreras sueltas ese mismo año. Ya en 2005 se proclamó Campeón de la Copa de Europa de Montaña FIA y Campeón de Europa de Montaña FIA en 2007. La temporada 2006 fue una temporada en blanco por la lesión sufrida en el grave accidente que tuvo en la primera carrera del Campeonato de Europa en Austria. En 2007 se produjo el hecho histórico de ver a un padre y a un hijo en el pódium absoluto del Campeonato de Europa de Montaña, con Ander como campeón absoluto y Andrés como 3º y ganador del Trofeo FIA de los sport prototipos. Con dos títulos continentales y tras varios accidentes sufridos, Ander decidió poner fin a su carrera en montaña y regresó a los circuitos.

### Resistencia
En 2008, 2009 y 2010 compitió en resistencia en sport prototipos consiguiendo excelentes resultados formando equipo con su padre con una Norma CN. Ambos fueron terceros en la Challenge Europea de Resistencia en 2009 pese a participar solamente en la mitad del campeonato. 2010 supuso además de las carreras de resistencia, un regreso fugaz de Ander a los rallies, disputando distintas pruebas con el Subaru WRC de la familia.
En 2011, la Euroracecar (Serie internacional FIA) supuso para Ander su primera temporada en turismos en circuitos. Logró terminar en tercer lugar de la clasificación final. Además ganó varias carreras de resistencia con Sport Prototipos en dos campeonatos internacionales distintos y también disputó sus últimas carreras en rallies y en Euskadi, entre ellas el Rally de San Sebastián, 23 años después de que su padre ganara el mismo rally con su madre como copiloto.

### Nascar Europea

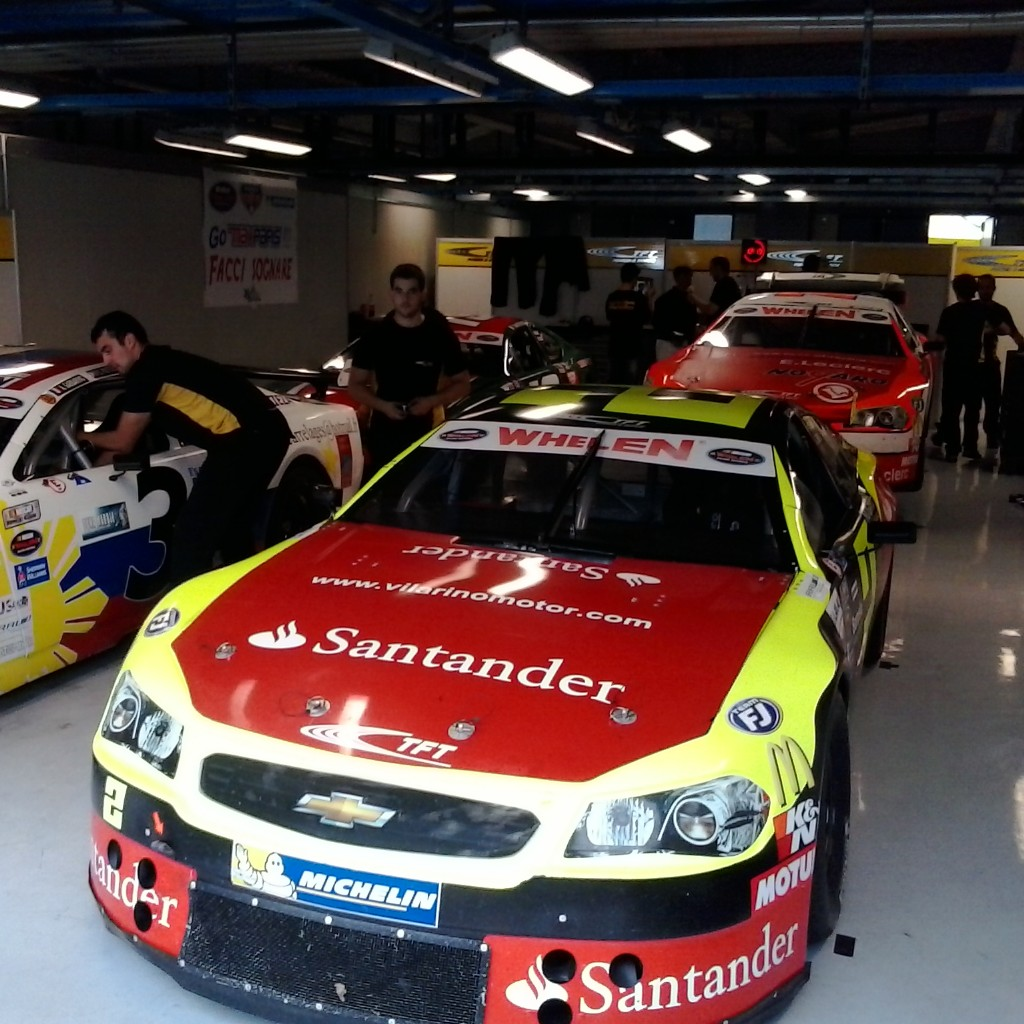
El Stock Car de Vilariño en 2013

2012 fue una gran temporada en la carrera deportiva de Ander. La Euroracecar FIA pasó a ser un campeonato oficial NASCAR, siendo la primera vez que existía un campeonato oficial NASCAR en Europa. Ander se convirtió en el primer Campeón de la NASCAR Europea y en el primer piloto en hacer una pole, conseguir una victoria y liderar este campeonato. Ganar este campeonato supuso para Ander recibir la copa de Campeón, el anillo de Campeón y el casco de Campeón el 8 de diciembre de 2012 en el NASCAR Hall of Fame en Charlotte, dónde su coche estuvo expuesto una semana junto al de los mitos del motor de EE. UU..
En 2013 Ander se convirtió en el primer piloto español en correr una carrera NASCAR en EE. UU., la NASCAR UNOH Battle at the Beach en el circuito de Daytona. Además se proclamó por segunda vez consecutiva campeón de la NASCAR Whelen Euro Series. Sus números en esta extraordinaria temporada: 7 victorias, 8 pole positions y 8 vueltas rápidas, 10 top 5 y 12 top, todo ello en 12 carreras. El 14 de diciembre recogería de nuevo su premio de Campeón NASCAR en el NASCAR Hall of Fame en Charlotte.
En 2014 Ander termina en subcampeón de la NASCAR Whelen Euro Series tras ganar 4 carreras y conseguir 9 podiums, 7 vueltas rápidas y 7 pole positions. Le superó en la clasificación el belga Anthony Kumpen.
En 2015 se proclamó por tercera vez Campeón de la NASCAR Europea gracias a su equipo TFT, paradójicamente lograba el título con mayor diferencia que nunca pese a haber ganado en menos carreras que en las demás temporadas en el campeonato. 3 victorias, 8 podiums, 2 poles y 3 vueltas rápidas para volver a acudir al NASCAR Hall of Fame a recibir el anillo de Campeón y a inscribir su nombre en el muro de campeones una vez más. Su coche estuvo expuesto en el Hall of Fame durante la semana de Campeones NASCAR.

### Últimos campeonatos
Tras ganar en tres de cuatro temporadas de las NASCAR, en 2016 decide disputar el Campeonato Europeo Resistencia Prototipos VdeV también con el equipo TFT. Logra vencerlo tras dominar la temporada. Repetiría el éxito en 2017, cuando también participó en la GT4 European Series Northern Cup, donde termina décimo en la categoría Pro-Am al disputar sólo la mitad de la temporada. En 2018 no siguió con TFT y sólo disputó algunas carreras sueltas.
En 2019 para sorpresa de todos los aficionados, es llamado por Racing Engineering para volver a disputar la NASCAR Europea. A pesar de una espectacular primera ronda en el Circuit Ricardo Tormo con un dominio absoluto, el resto de la temporada no logra destacar de la forma que siempre le caracterizó en esa competición y termina finalmente quinto en el campeonato.
En 2020 participa en la Copa Ligier francesa y en las dos rondas de la NASCAR disputadas en Cheste. A principios de 2021 anuncia su intención de no competir en ningún campeonato a tiempo completo.

## Reconocimientos
- Inducido en el Salón de Campeones en el Salón de la Fama NASCAR[16][17][18] –  2015, 2013, 2012
- Coche en el Salón de la Fama NASCAR en Charlotte, NC, USA, durante la semana de Campeones[19]  –  2015, 2013, 2012
- Medalla del Comité Olímpico Español  -  2006[20]
- Deportista del año por la Diputación Foral de Gipuzkoa "Premio Gipuzkoa Kirolak" 2017[21]
- Reconocido por la Diputación de Gipuzkoa entre los mejores deportistas guipuzcoanos[22]  –  2016 ,2015, 2007
- Nominado a mejor deportista guipuzcoano APDG[23]  –  2017,2016, 2015, 2012, 2007, 2003
- Distinguido entre los mejores deportistas guipuzcoanos APDG[24] -   2013, 2005, 2001
- Entre los mejores deportistas vascos por Euskadi Irratia  –  2015, 2013, 2012, 2007
- Entre los mejores deportistas vascos por El Correo[25]  –  2013, 2007
- Premio Protagonistas de Gipuzkoa en el deporte a toda la familia Vilariño, otorgado por Teledonosti[26] –  2014

## Resumen de trayectoria

### Circuitos
| Temporada | Series                                                | Escudería            | Carreras | Victorias | Poles | VR | Podios | Puntos | Pos. |
| --------- | ----------------------------------------------------- | -------------------- | -------- | --------- | ----- | -- | ------ | ------ | ---- |
| 1996      | Fórmula Campus Elf Renault                            | La Filiere Elf       | 12       | 2         | 2     | 6  | 3      | ?      | 4.º  |
| 1997      | Fórmula Renault Francesa                              | Elf La Filière       | 3        | 0         | 0     | 0  | 0      | 0      | 16.º |
| 1998      | Fórmula Renault Francesa                              | La Filière           | 21       | 0         | 0     | 0  | 0      | 49     | 11.º |
| 2000      | Fórmula SuperToyota                                   | Telefónica EV Racing | 10       | 6         | 2     | 2  | 6      | 241    | 1.º  |
| 2001      | Campeonato de España de F3                            | Racing Engineering   | 13       | 6         | 9     | 8  | 9      | 196    | 1.º  |
| 2001      | 1000km de Estoril - GT                                | Racing Engineering   |          |           |       |    |        |        | NF   |
| 2002      | World Series by Nissan                                | Epsilon by Graff     | 18       | 0         | 1     | 0  | 2      | 53     | 8.º  |
| 2003      | World Series by Nissan                                | Epsilon Euskadi      | 18       | 2         | 2     | 0  | 5      | 98     | 8.º  |
| 2004      | World Series by Nissan                                | Epsilon Euskadi      | 8        | 0         | 0     | 0  | 1      | 24     | 12.º |
| 2005      | Campeonato Italiano de Prototipos                     | Norma Italia         | 1        | 0         | 0     | 0  | 1      | ?      | ?    |
| 2005      | Campeonato Francés de Prototipos                      | TFT                  | 1        | 1         | 1     | 1  | 1      | ?      | ?    |
| 2005      | Challenge Europeo de Resistencia Moderna - Prototipos | TFT                  | 1        | 0         | 1     | 1  | 0      | ?      | ?    |
| 2006      | Campeonato Italiano de Prototipos                     | Norma Italia         | 1        | 0         | 0     | 0  | 0      | ?      | ?    |
| 2008      | Challenge Europeo de Resistencia Moderna - Prototipos | Vilariño Motorsport  | 8        | 1         | 3     | 3  | 1      | 53     | 13.º |
| 2009      | Challenge de Resistencia - Prototipos                 | TFT                  | 4        | 2         | 1     | 2  | 3      | 139,5  | 3.º  |
| 2010      | Challenge de Resistencia - Prototipos                 | Cat Team             | 3        | 0         | 0     | 0  | 0      | ?      | ?    |
| 2011      | V de V Challenge de Resistencia - Prototipos          | TFT                  | 1        | 1         | 1     | 1  | 1      | 25     | 31º  |
| 2011      | Racecar EuroSeries                                    | TFT                  | 12       | 2         | 3     | 4  | 5      | 468    | 3.º  |
| 2011      | Speed EuroSeries                                      | TFT                  | 4        | 1         | 2     | 1  | 1      | 40     | 10.º |
| 2012      | Euro-Racecar NASCAR Touring Series                    | TFT Banco Santander  | 12       | 6         | 5     | 5  | 9      | 667    | 1.º  |
| 2013      | NASCAR Whelen Euro Series                             | TFT Banco Santander  | 12       | 7         | 8     | 8  | 8      | 696    | 1.º  |
| 2013      | NASCAR Battle at the Beach                            | Exotics Racing By FJ |          |           |       |    |        |        | NF   |
| 2014      | NASCAR Whelen Euro Series - Elite 1                   | TFT Banco Santander  | 12       | 4         | 7     | 7  | 9      | 655    | 2.º  |
| 2014      | NASCAR K&N Pro Series East                            | Troy Williams Racing |          |           |       |    |        |        | NQ   |
| 2015      | NASCAR Whelen Euro Series - Elite 1                   | TFT Banco Santander  | 12       | 3         | 2     | 3  | 8      | 662    | 1.º  |
| 2015      | V de V Challenge de Resistencia - Prototipos          | TFT Banco Santander  | 3        | 2         | 3     | 2  | 2      | 75     | 12.º |
| 2015      | Campeonato Francés de Superturismos                   | TFT Banco Santander  | 4        | 0         | 0     | 1  | 2      | 192    | 29.º |
| 2016      | V de V Challenge de Resistencia - Prototipos          | TFT                  | 7        | 4         | 0     | 0  | 6      | 324,5  | 1.º  |
| 2017      | V de V Challenge de Resistencia - Prototipos          | TFT Racing           | 7        | 3         | 2     | 0  | 3      | 232,5  | 1.º  |
| 2017      | GT4 European Series Copa Sur - ProAm                  | TFT Racing           | 12       | 0         | 0     | 0  | 1      | 64     | 7.º  |
| 2017      | GT4 European Series Copa Norte - ProAm                | TFT Racing           | 6        | 0         | 1     | 0  | 2      | 64     | 10.º |
| 2017      | Copa de Prototipos de la FFSA                         | TFT Racing           | 3        | 3         | 2     | 2  | 3      | ?      | ?    |
| 2018      | CER - Clase 2 (D3)                                    | Euskadi Racing       | 3        | 0         | 2     | 2  | 1      | 55,2   | 11.º |
| 2018      | V de V Endurance Series - LMP3                        | TFT Racing           | 1        | 1         | 0     | 0  | 1      | ?      | ?    |
| 2018      | 24 Horas de Barcelona - TCR                           | Monlau Competición   |          |           |       |    |        |        | NF   |
| 2019      | NASCAR Whelen Euro Series                             | Racing Engineering   | 13       | 2         | 1     | 1  | 2      | 463    | 5.º  |
| 2019      | Speed Euroseries by Ultimate Cup                      | TFT                  | 1        | 0         | 0     | 0  | 1      | ?      | ?    |
| 2020      | Copa de Francia Ligier                                | Rabbits              | 3        | 0         | 0     | 0  | 1      | 256    | 21.º |
| 2020      | NASCAR Whelen Euro Series                             | DF1                  | 4        | 0         | 0     | 0  | 0      | 120    | 19.º |
| 2022      | Ultimate Cup Series - Cat NP02                        | Vilariño Motorsport  | 1        | 1         | 0     | 0  | 1      | -      | -    |
| Fuente:   |                                                       |                      |          |           |       |    |        |        |      |

### Montaña y rallyes
- 2004.- Copa de Europa de Montaña (F3000 Reynard 93D). (2 carreras), 1 victoria, un 2º puesto.
- 2005 - Campeón Vasco de Montaña.
- 2005 - Campeón de la Copa de Europa de Montaña FIA (F3000 Reynard K01). 6 victorias, 5 récords, un segundo puesto.
- 2006 - Campeonato de Europa de Montaña FIA (F3000 Reynard K01).
- 2007 - Campeón de Europa de Montaña FIA (F3000 Reynard K01). 9 Victorias, 5 Records, un segundo puesto.
- 2010 - Campeón Vasco Rallysprint.

## Resultados

### Fórmulas
| Año  | Campeonato                 | 1     | 2       | 3     | 4     | 5     | 6     | 7       | 8     | 9      | 10      | 11      | Pts | Pos |
| ---- | -------------------------- | ----- | ------- | ----- | ----- | ----- | ----- | ------- | ----- | ------ | ------- | ------- | --- | --- |
| 1996 | Fórmula Campus Elf Renault | MAG 1 | MAG Ret | PAU 1 | DIJ 2 | NOG 5 | NOG 8 | VDV Ret | VDV 5 | PAR 10 | LMS Ret | LED Ret | ?   | 4.º |

| Año  | Campeonato               | 1      | 2     | 3     | 4     | 5      | 6      | 7      | 8      | 9      | 10     | 11      | 12    | 13    | 14     | 15     | 16    | 17     | 18      | 19     | 20    | 21    | Pts | Pos  |
| ---- | ------------------------ | ------ | ----- | ----- | ----- | ------ | ------ | ------ | ------ | ------ | ------ | ------- | ----- | ----- | ------ | ------ | ----- | ------ | ------- | ------ | ----- | ----- | --- | ---- |
| 1998 | Fórmula Renault Francesa | LMS 10 | LMS 6 | LED 6 | LED 5 | NOG 16 | NOG 15 | NOG 29 | NOG 29 | MAG 18 | MAG 23 | PAR Ret | PAU 5 | PAU 6 | CHA 10 | CHA 10 | ALB 8 | ALB 22 | LMS Ret | LMS 18 | VDV 6 | PAR 8 | 49  | 11.º |

| Año  | Competición         | Escudería | 1   | 2   | 3   | 4   | 5   | 6   | 7   | 8   | 9   | 10  | Pts | Pos |
| ---- | ------------------- | --------- | --- | --- | --- | --- | --- | --- | --- | --- | --- | --- | --- | --- |
| 2000 | Fórmula SuperToyota | EV Racing | VAL | VAL | ALB | ALB | JAR | JAR | JER | JER | CAT | CAT | 241 | 1.º |
| 2000 | Fórmula SuperToyota | EV Racing | 5   | Ret | 1   | 1   | 1   | 1   | 4   | 4   | 1   | 1   | 241 | 1.º |

| Año  | Competición                | Escudería          | 1   | 2   | 3   | 4   | 5   | 6   | 7   | 8   | 9   | 10  | 11  | 12  | 13  | Pts | Pos |
| ---- | -------------------------- | ------------------ | --- | --- | --- | --- | --- | --- | --- | --- | --- | --- | --- | --- | --- | --- | --- |
| 2001 | Campeonato de España de F3 | Racing Engineering | VAL | VAL | JAR | JAR | EST | EST | ALB | ALB | JAR | VAL | VAL | CAT | CAT | 196 | 1.º |
| 2001 | Campeonato de España de F3 | Racing Engineering | 1   | 3   | DSQ | 1   | 1   | 7   | 1   | 1   | 2   | Ret | 1   | 5   | Ret | 196 | 1.º |

| Año  | Competición            | Escudería        | 1   | 2   | 3   | 4   | 5   | 6   | 7   | 8   | 9   | 10  | 11  | 12  | 13  | 14  | 15  | 16  | 17  | 18  | Pts | Pos  |
| 2002 | World Series by Nissan | Epsilon by Graff | VAL | VAL | JAR | JAR | ALB | ALB | MON | MON | MAG | MAG | BAR | BAR | VAL | VAL | CUR | CUR | INT | INT | 53  | 8.º  |
| ---- | ---------------------- | ---------------- | --- | --- | --- | --- | --- | --- | --- | --- | --- | --- | --- | --- | --- | --- | --- | --- | --- | --- | --- | ---- |
| 2002 | World Series by Nissan | Epsilon by Graff | Ret | 2   | 12  | 13  | 13  | Ret | 12  | 11  | 10  | 6   | 13  | Ret | 2   | 6   | 8   | 8   | 15  | 7   | 53  | 8.º  |
| 2003 | World Series by Nissan | Epsilon Euskadi  | JAR | JAR | ZOL | ZOL | MAG | MAG | MON | MON | LAU | LAU | A1R | A1R | BAR | BAR | VAL | VAL | JAR | JAR | 98  | 8.º  |
| 2003 | World Series by Nissan | Epsilon Euskadi  | 2   | 10  | 8   | 10  | 9   | 12  | 9   | 14  | 5   | 8   | 3   | 15  | 2   | 1   | 4   | 6   | Ret | Ret | 98  | 8.º  |
| 2004 | World Series by Nissan | Epsilon Euskadi  | JAR | JAR | ZOL | ZOL | MAG | MAG | VAL | VAL | LAU | LAU | EST | EST | BAR | BAR | VAL | VAL | JER | JER | 24  | 12.º |
| 2004 | World Series by Nissan | Epsilon Euskadi  | Ret | 9   | 10  | 12  | 9   | 3   | 5   | 8   |     |     |     |     |     |     |     |     |     |     | 24  | 12.º |

### Challenge Europea de Resistencia Prototipos / V de V
| Año  | Campeonato                  | 1     | 2       | 3       | 4       | 5       | 6       | 7      | 8     |
| ---- | --------------------------- | ----- | ------- | ------- | ------- | ------- | ------- | ------ | ----- |
| 2008 | Challenge Europea           | JAR 1 | VDV Ret | MAG Ret | DIJ Ret | LAU 7   | LED 9   | MAG 12 | EST 4 |
| 2009 | Challenge Europea           | JAR 1 | PAR 1   | VDV 3   | LAU 5   | DIJ     | MAG     | EST    |       |
| 2010 | Challenge Europea           | JAR   | LMS     | ARA Ret | DIJ     | PAR     | MAG Ret | EST 12 |       |
| 2011 | Challenge Europea           | JAR 1 | PAR     | VDV     | LAU     | DIJ     | MAG     | EST    |       |
| 2015 | Challenge Europea           | CAT   | MUG     | ARA 1   | DIJ     | PAR Ret | MAG 1   | EST    |       |
| 2016 | Challenge Europea (Campeón) | CAT 1 | LMS 1   | PAR 5   | ARA 2   | MUG 3   | MAG 1   | EST 1  |       |
| 2017 | Challenge Europea (Campeón) | CAT 1 | ALG 1   | PAR 3   | DIJ 7   | JAR 4   | MAG 1   | EST 4  |       |

### NASCAR Europea
| Año  | Escudería           | N.º | Constructor | 1      | 2     | 3      | 4      | 5      | 6     | 7       | 8       | 9      | 10     | 11     | 12     | 13     | Pos  | Pts | Refs.                                                                                                   |
| ---- | ------------------- | --- | ----------- | ------ | ----- | ------ | ------ | ------ | ----- | ------- | ------- | ------ | ------ | ------ | ------ | ------ | ---- | --- | --- |
| 2011 | TFT-Banco Santander | 69  | Chevrolet   | NOG 25 | NOG 5 | ARA 2  | ARA 12 | ZAN 6  | ZAN 1 | MAG DSQ | MAG DSQ | BRH 2  | BRH 3  | BUG 13 | BUG 1  |        | 3.º  | 468 | [ 61 ] [ 62 ] [ 63 ] [ 64 ] [ 65 ] [ 66 ] [ 67 ] [ 68 ] [ 69 ] [ 70 ] [ 71 ]                            |
| 2012 | TFT-Banco Santander | 2   | Chevrolet   | NOG 1  | NOG 1 | BRH 1  | BRH 2  | SPA 1  | SPA 2 | VAL 1   | VAL 1   | BUG 7  | BUG 10 |        |        |        | 1.º  | 667 | [ 72 ] [ 73 ] [ 74 ] [ 75 ] [ 76 ] [ 77 ] [ 78 ] [ 79 ] [ 80 ] [ 81 ] [ 82 ] [ 83 ] [ 84 ]              |
| 2013 | TFT-Banco Santander | 2   | Chevrolet   | NOG 1  | NOG 1 | DIJ 1  | DIJ 1  | BRH 1  | BRH 1 | TOU 10  | TOU 8   | MNZ 1  | MNZ 3  | BUG 4  | BUG 4  |        | 1.º  | 696 | [ 85 ] [ 86 ] [ 87 ] [ 88 ] [ 89 ] [ 90 ] [ 91 ] [ 92 ] [ 93 ] [ 94 ] [ 95 ] [ 96 ] [ 97 ]              |
| 2014 | TFT-Banco Santander | 2   | Chevrolet   | VAL 25 | VAL 1 | BRH 3  | BRH 1  | TOU 1  | TOU 2 | NÜR 2   | NÜR 23  | UMB 1  | UMB 2  | BUG 3  | BUG 4  |        | 2.º  | 655 | [ 98 ] [ 99 ] [ 100 ] [ 101 ] [ 102 ] [ 103 ] [ 104 ] [ 105 ] [ 106 ] [ 107 ] [ 108 ] [ 109 ] [ 110 ]   |
| 2015 | TFT-Banco Santander | 2   | Chevrolet   | VAL 2  | VAL 1 | VEN 7  | VEN 2  | BRH 3  | BRH 1 | TOU 3   | TOU 1   | UMB 2  | UMB 5  | ZOL 6  | ZOL 6  |        | 1.º  | 662 | [ 111 ] [ 112 ] [ 113 ] [ 114 ] [ 115 ] [ 116 ] [ 117 ] [ 118 ] [ 119 ] [ 120 ] [ 121 ] [ 122 ] [ 123 ] |
| 2019 | Racing Engineering  | 48  | Ford        | VAL 1  | VAL 1 | FRA 25 | FRA 6  | BRH 26 | BRH 5 | MOS 10  | MOS 9   | VEN 4  | HOC 23 | HOC 14 | ZOL 10 | ZOL 12 | 5.º  | 463 | [ 124 ] [ 125 ] [ 126 ] [ 127 ] [ 128 ] [ 129 ] [ 130 ] [ 131 ] [ 132 ] [ 133 ]                         |
| 2020 | DF1-MSM Racing      | 48  | Chevrolet   | VLL    | VLL   | ZOL    | ZOL    | GRO    | GRO   | VAL 19  | VAL 19  | VAL 15 | VAL 17 |        |        |        | 19.º | 120 | [ 134 ]                                                                                                 |

### Otros Campeonatos de Turismos/GT
| Año  | Campeonato        | 1   | 2   | 3     | 4     | 5   | 6   | 7   | 8   | 9     | 10    | 11  | 12  |
| ---- | ----------------- | --- | --- | ----- | ----- | --- | --- | --- | --- | ----- | ----- | --- | --- |
| 2011 | Speed Euro Series | PAR | PAR | SPA 1 | SPA 6 | DON | DON | IMO | IMO | SIL 4 | SIL 6 | DON | DON |

| Año  | Campeonato                          | 1     | 2     | 3   | 4   | 5   | 6   | 7   | 8   | 9   | 10  | 11  | 12  | 13    | 14      |
| ---- | ----------------------------------- | ----- | ----- | --- | --- | --- | --- | --- | --- | --- | --- | --- | --- | ----- | ------- |
| 2015 | Campeonato Francés de Superturismos | NOG 2 | NOG 2 | VDV | VDV | LED | LED | MAG | MAG | ALB | ALB | IMO | IMO | PAR 7 | PAR Ret |

| Año  | Campeonato                        | 1   | 2   | 3     | 4     | 5     | 6       | 7      | 8     | 9   | 10  | 11      | 12    | 13  | 14  | 15     | 16     | 17     | 18     | 19    | 20      | 21    | 22    | 23    | 24     |
| ---- | --------------------------------- | --- | --- | ----- | ----- | ----- | ------- | ------ | ----- | --- | --- | ------- | ----- | --- | --- | ------ | ------ | ------ | ------ | ----- | ------- | ----- | ----- | ----- | ------ |
| 2017 | GT4 European Series (Sur + Norte) | MIS | MIS | NOG 6 | NOG 8 | BRA 5 | BRA Ret | PAU 11 | PAU 5 | RBR | RBR | DIJ Ret | DIJ 6 | SLO | SLO | ZAN 19 | ZAN 22 | MAG 10 | MAG 11 | NUR 7 | NUR Ret | CAT 2 | CAT 9 | PAR 8 | PAR 20 |

| Año  | Campeonato         | 1   | 2       | 3     | 4   | 5   | 6     |
| ---- | ------------------ | --- | ------- | ----- | --- | --- | ----- |
| 2018 | CER - Clase 2 (D3) | CRT | ARA Ret | ARA 4 | NAV | JAR | CAT 2 |

| Año  | Campeonato             | 1     | 2       | 3     | 4   | 5   | 6   | 7   |
| ---- | ---------------------- | ----- | ------- | ----- | --- | --- | --- | --- |
| 2020 | Copa de Francia Ligier | LMS 4 | MAG Ret | PAR 3 | LED | NOG | NOG | ALG |

### Otros resultados
| Rallyes y subidas | Rallyes y subidas                         | Rallyes y subidas                                                                                     |
| Año               | Evento                                    | Pruebas y Resultados                                                                                  |
| ----------------- | ----------------------------------------- | --- |
| 1999              | Andorra G Series                          | Pas de la casa: 2º, 1º, 1º, 1º y 1º                                                                   |
| 1999              | Subidas de montaña                        | Coll Rates: Retirado Jaizkibel: 2º Garbí 1º                                                           |
| 1999              | Copa Saxo de Rallies                      | Coruña: Retirado Cantabria: 3º Avilés: 6º Extremadura: Retirado Cádiz: Retirado                       |
| 2004              | Copa de Europa de Montaña                 | Eslovenia:1º S Ursane: 2º                                                                             |
| 2004              | Subidas de Montaña                        | Muñecas: 1º Aparecida: 1º Urraki: 1º Urbasa: 1º                                                       |
| 2005              | Copa de Europa de Montaña (Campeón)       | Rechberg: Retirado Fito: 1º Ustecka: 1º Ecce: 1º Trier: 1º Slovakia: 1º Esloven: 1º Mt Dore: 2º       |
| 2005              | Campeonato Vasco de Montaña (Campeón)     | Arrate: 1º Muñecas: 1º Urraki: 1º Jaizkibel: 1º                                                       |
| 2006              | Campeonato de Europa de Montaña           | Rechberg: Retirado                                                                                    |
| 2006              | Subidas de Montaña                        | Arrate: 1º                                                                                            |
| 2007              | Campeonato de Europa de Montaña (Campeón) | Erice: 1º Rechberg: 1º Fito: 1º Estrela: 1º Ecce: 1º Trier: 1º Rieti: 1º Svk Eslo: 1º y 2º M Dore: 1º |
| 2007              | Subidas de Montaña                        | Laukiz: 1º Gorla: Retirado                                                                            |
| 2009              | Subidas de Montaña                        | Denia: 2º y 2º                                                                                        |
| 2009              | Rallyes                                   | Aramayona: 1º Balcón: Retirado Gernika: 1º                                                            |
| 2010              | Rallies                                   | Gabiria: 1º Hondarribi: 1º Ñañarri: 1º Azpeitia: 1º San Miguel: 1º Zalla: 1º                          |
| 2011              | Rallies                                   | Gabiria: 1º Hondarribi: Retirado Ñañarri: Retirado Donostia: 1º                                       |

| Rondas únicas en circuito (no toma parte en el campeonato) | Rondas únicas en circuito (no toma parte en el campeonato) | Rondas únicas en circuito (no toma parte en el campeonato) | Rondas únicas en circuito (no toma parte en el campeonato) |
| Año                                                        | Campeonato                                                 | Circuito                                                   | Resultado                                                  |
| ---------------------------------------------------------- | ---------------------------------------------------------- | ---------------------------------------------------------- | ---------------------------------------------------------- |
| 1997                                                       | Fórmula Renault Francesa                                   | Circuit de Catalunya                                       | 4º                                                         |
| 2005                                                       | Challenge Europeo de Resistencia Moderna - Prototipos      | Magny-Cours                                                | Retirado                                                   |
| 2005                                                       | Campeonato Francés de Prototipos                           | Magny-Cours                                                | 1º                                                         |
| 2005                                                       | Campeonato Italiano de Prototipos                          | Monza                                                      | 3º                                                         |
| 2006                                                       | Campeonato Italiano de Prototipos                          | Autódromo de Vallelunga                                    | Retirado                                                   |
| 2011                                                       | V de V Challenge de Resistencia - Prototipos               | Circuito del Jarama                                        | 1º                                                         |
| 2015                                                       | Fun Cup Francia                                            | Nogaro                                                     | 2º                                                         |
| 2017                                                       | Copa de Prototipos de la FFSA                              | Nogaro                                                     | 1º, 1º y 1º                                                |
| 2018                                                       | V de V Endurance Series - LMP3                             | Circuit de Catalunya                                       | 1º                                                         |
| 2019                                                       | Speed Euroseries by Ultimate Cup                           | Circuit Ricardo Tormo                                      | 2°                                                         |
| 2022                                                       | Ultimate Cup Series - CAT NP02                             | Circuito de Navarra                                        | 1°                                                         |

### Estadísticas
Hasta la fecha Ander Vilariño ha competido en 309 pruebas (248 en circuito, 37 subidas de Montaña y 23 rallyes) a lo largo de su trayectoria en el motorsport, y ha conseguido 100 victorias (60, 27 y 13), 146 podios (98, 27 y 16), 64 poles y 61 vueltas rápidas. 
| Estadísticas de Títulos  | Estadísticas de Títulos                 | Estadísticas de Títulos  |
| N.º                      | Campeonato                              | Años                     |
| Internacionales (Europa) | Internacionales (Europa)                | Internacionales (Europa) |
| ------------------------ | --------------------------------------- | ------------------------ |
| 3                        | Euro NASCAR                             | 2012, 2013, 2015         |
| 2                        | Ch. Europea Resistencia Prototipos VdeV | 2016, 2017               |
| 2                        | Cto Europa de Montaña                   | 2005, 2007               |
| Nacionales               |                                         |                          |
| 1                        | Campeonato de España de Fórmula 3       | 2001                     |
| 1                        | Cto España Fórmula Supertoyota          | 2000                     |
| Regionales (Euskadi)     |                                         |                          |
| 1                        | Campeonato Vasco de Montaña             | 2005                     |
| 1                        | Campeonato Vasco de Rallysprints        | 2010                     |

| Estadísticas de Victorias | Estadísticas de Victorias                                                              |
| N.º                       | Por campeonatos                                                                        |
| ------------------------- | -------------------------------------------------------------------------------------- |
| 22                        | Euro NASCAR                                                                            |
| 14                        | Ch Europea de Resistencia Sport Prototipos VdeV                                        |
| 6                         | Fórmula 3                                                                              |
| 6                         | Fórmula Supertoyota                                                                    |
| 4                         | Proto Sprint                                                                           |
| 2                         | World Series Nissan 3.0                                                                |
| 2                         | Euro Racecar                                                                           |
| 2                         | Formula Renault Campus                                                                 |
| 1                         | Speed EuroSeries                                                                       |
| 1                         | Ultimate Cup Cat NP02                                                                  |
| N.º                       | Por circuitos                                                                          |
| 9                         | Ricardo Tormo                                                                          |
| 7                         | Nogaro                                                                                 |
| 6                         | Jarama                                                                                 |
| 5                         | Magny Cours, Brands Hatch, Barcelona                                                   |
| 4                         | Albacete                                                                               |
| 2                         | Spa, Le Mans, Estoril, Tours, Dijon                                                    |
| 1                         | Monza,Zandvoort,Paul Ricard,Motorland,Portimao.Pau,Magione,Navarra                     |
| N.º                       | Por subidas                                                                            |
| 2                         | Fito,Ecce Homo,Trier,Slovakia,Eslovenia,Arrate,Urraki,Las Muñecas                      |
| 1                         | Mont Dore,Estrela,Rechberg,Rieti,Erice,Ustecka,Jaizkibel,Aparecida,Urbasa,Laukiz,Garbi |
| N.º                       | Por rallies                                                                            |
| 3                         | Pas de la Casa Hielo                                                                   |
| 2                         | Gabiria                                                                                |
| 1                         | San Sebastián,Guernica,Zalla,Fuenterrabía,San Miguel,Azpeitia,Ñañarri,Aramayona        |